# Transmissió manual

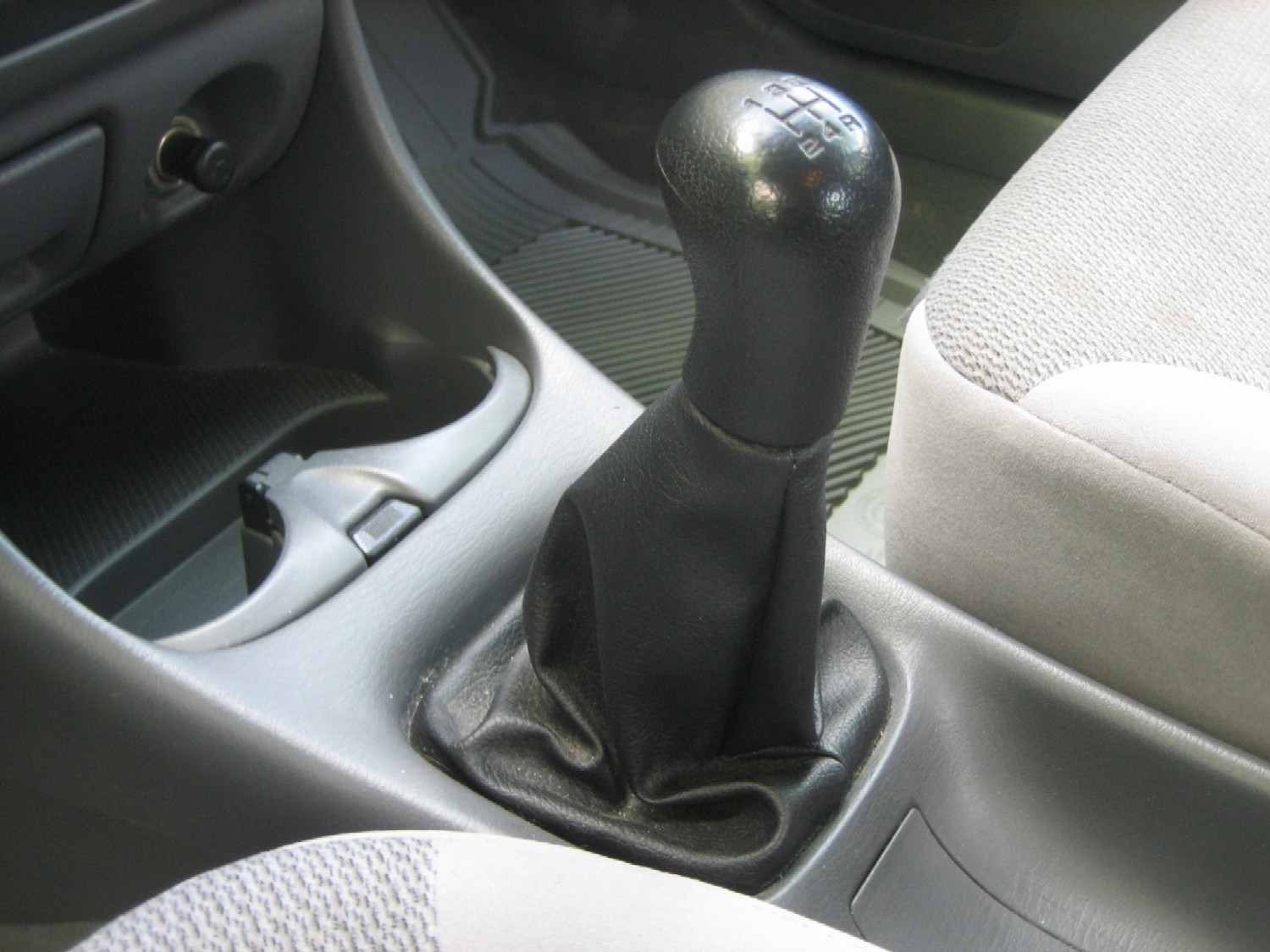
Una palanca de canvis muntada al terra d'un cotxe de passatgers modern amb una transmissió manual.

Animació de l'funcionament d'una transmissió manual.

Una transmissió manual és una caixa de canvis que no pot alterar la relació de canvi per si sola, requerint la intervenció del conductor per fer-ho. Per tant, es diferencia d'una transmissió automàtica en què aquesta última sí que pot canviar de marxa de forma autònoma.
Antigament, els automòbils amb caixa de canvis automàtica solien tenir pitjors prestacions i consums que un amb caixa de canvis manual. En l'actualitat, alguns tipus de caixes de canvis automàtiques han aconseguit valors de consum destacats, tot i que les caixes automàtiques basades en convertidor hidràulic de parell no superen la velocitat de canvi d'una caixa manual.
Al llarg de la dècada de 1980, els models d'automòbils van passar a incorporar caixes manuals de cinc marxes (en la dècada de 1990, només els automòbils de baix cost o del segment A tenien caixes de quatre marxes). En l'última dècada, els models d'alta gamma, en particular aquells equipats amb un motor dièsel, van passar a incorporar una sisena marxa per poder circular en autopista amb el motor a baix règim i, per tant, amb consums menors.
Per efectuar el canvi de marxes, cal prémer sempre el pedal d'embragatge fins al final del seu recorregut de manera que la transmissió es desconnecti de el motor i així s'evitin danys a la mateixa, a més de facilitar el moviment de la palanca (la qual sempre posseeix forma de pom, poques vegades s'observa en forma de T). És bo assenyalar que la palanca gairebé sempre està al terra del vehicle, tot i que hi ha casos on s'ubica en el panell d'instruments o en la canya de el volant com en el vehicle Renault 16 .
És en els camions pesats on aquestes transmissions tenen un ús majoritari per la seva eficiència d'arrencada per carregar o arrossegar un pes a determinada velocitat, acompanyat de suports com un motor elèctric al costat d'un convertidor de parell denominat dual, així com un fre motor que pot evitar danys a la transmissió en parades brusques.
Els autobusos interurbans també equipen aquesta transmissió de forma semblant als camions, tot i que en alguns autobusos urbans encara es poden trobar transmissions manuals de tipus sincronitzat, les quals no requereixen d'un dispositiu dual, conservant la mateixa manera d'engranar les relacions de velocitat similars a les d'un automòbil comú. Alguns models d'autobusos han d'usar el dispositiu dual causa de la cobertura de rutes amb topografia difícil, mentre que d'altres, gràcies a el disseny del motor i transmissió, poden prescindir de fer servir el dispositiu dual.

## Synchromesh

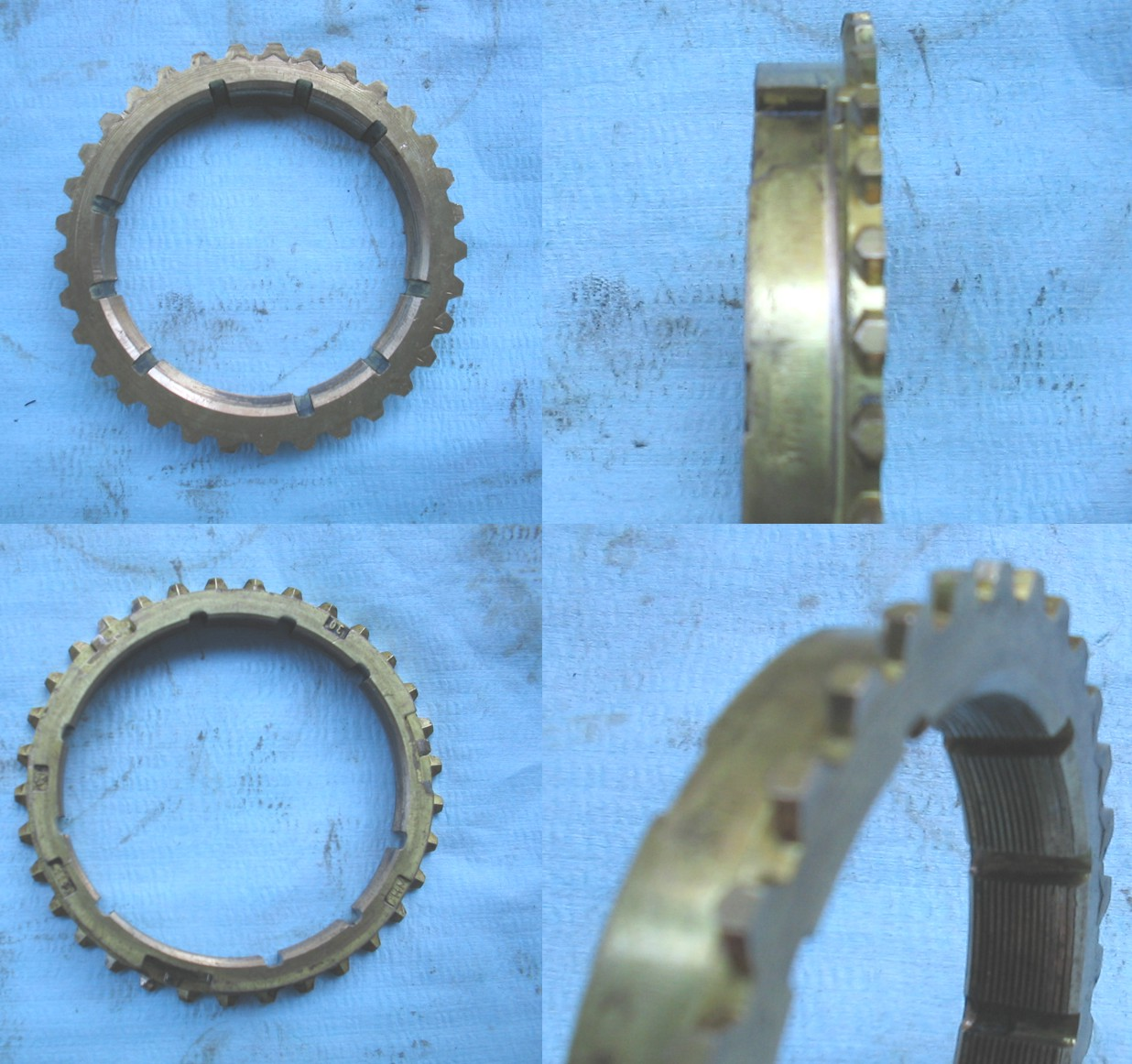
Tetons del sincronitzador

La transmissió Synchromesh va ser inventada el 1919 per Earl Avery Thompson i introduïda per Cadillac en 1928.
Per tal de proporcionar canvis de marxa suaus sense necessitat que el conductor faci coincidir manualment amb les revolucions del motor per a cada canvi de marxa, la majoria de transmissions modernes de turismes utilitzen la tècnica de "sincronització" (amb els anomenats "anells sincronitzadors"). Aquests dispositius fan coincidir automàticament la velocitat de l'eix d'entrada amb la de l'engranatge seleccionat, eliminant així la necessitat de que el conductor utilitzi tècniques com el doble embragatge. La transmissió sincronitzada va ser inventada el 1919 per Earl Avery Thompson i utilitzada per primera vegada en vehicles de producció per Cadillac el 1928.
Així, la tècnica de sincronització en una caixa de canvis manual duta a terme pels sincronitzadors consisteix a fer que la velocitat de l'eix d'entrada coincideixi amb la de l'engranatge seleccionat; en cas contrari, les dents no entren en contacte i s'escoltarà un fort so de molta mentre rosen. Per accelerar o alentir l'eix d'entrada segons calgui, s'uneixen uns anells sincronitzadors de llautó en forma de con a cada pinyó. Quan el conductor mou la palanca del canvi cap a la següent marxa, aquests anells sincronitzadors premen sobre l'anell en forma de con del collaret per tal que les forces de fregament puguin reduir la diferència de velocitat de rotació. Un cop igualades aquestes velocitats, els pinyons es poden engranar i, per tant, s'utilitza la nova marxa En una caixa de canvis moderna, l'acció de tots aquests components és tan suau i ràpida que gairebé no es nota. Moltes transmissions no inclouen sincronització a la marxa enrere.
El sistema de sincronització també ha d'evitar que el collaret faci un pont entre els anells de bloqueig mentre encara es sincronitzen les velocitats. Això s'aconsegueix mitjançant "anells bloquejadors" (també anomenats "anells de bloqueig"). L'anell de sincro gira lleugerament a causa del parell de fricció de la superfície del con. En aquesta posició, s'evita que s'enganxi. Un cop sincronitzades les velocitats, es redueix la fricció a l'anell bloquejador i l'anell bloquejador gira lleugerament, aconseguint l'alineació d'unes ranures o osques que permeten que els pinyons quedin engranats.
Els metalls habituals dels anells sincronitzadors són el llautó i l'acer i es produeixen mitjançant la forja o la conformació de xapes. Aquest últim consisteix en estampar la peça d'una tira de xapa i després mecanitzar-la per obtenir la forma exacta que cal. Els anells de vegades estan recoberts amb revestiments antidesgast (també anomenats "revestiments de fricció") fets de molibdè, ferro, bronze o carboni (amb aquests últims normalment reservats per a transmissions d'alt rendiment pel seu elevat cost).
El desgast mecànic dels anells del sincronitzador pot fer que el sistema de sincronització sigui ineficaç amb el pas del temps. Aquests anells han de superar l'impuls de tot l'eix d'entrada i del disc d'embragatge durant cada canvi de marxa (i també l'impuls i la potència del motor, si el conductor intenta un canvi de marxa sense desembragar completament). Les diferències de velocitat més grans entre l'eix d'entrada i l'engranatge de sortida requereixen les forces de fricció més altes dels components sincronitzats, cosa que pot augmentar la seva taxa de desgast.